# 파더 존 미스티
조슈아 마이클 틸먼(Joshua Michael Tillman, 1981년 5월 3일 ~ )은 미국의 싱어송라이터이자 음악 프로듀서이다. 이전에는 J. 틸먼(J. Tillman)이라는 이름으로 활동하였으며, 현재는 파더 존 미스티(Father John Misty)라는 예명으로 활동한다.
2004년 이후 꾸준히 솔로 음반을 만들면서 데몬 헌터, 색슨 쇼어, 플릿 폭시스, 제퍼티티스 나일, 펄리 게이트 뮤직, 시베리안, 하 마 슈퍼스타, 푸어 문,로 험스, 조너선 윌슨, 대미언 주라도, 제시 스카이스, 데이비드 바잔 등의 음악가와 함께 미국 북서부 지역에서 투어를 가졌다.
또한 틸먼은 비욘세, 레이디 가가, 키드 커디, 포스트 말론 등의 음악가와 함께 협업을 하였으며, 갬블스라고도 알려진 매슈 대니얼 시스킨의 음반에 프로듀서로 참여하였다.

## 사생활
틸먼은 사진가 엠마 엘리자베스 가와 결혼하였다. 둘은 로스앤젤레스의 로럴 캐니언 컨트리 스토어에서 만났으며, 빅 서에서 결혼하였다. 루이지애나주의 뉴올리언스에서 살다가 로스앤젤레스로 다시 돌아왔다. 가는 이전에 시애틀에서 몇 년을 산 적이 있었다. 또한 가는 파더 존 미스티 음반의 사진을 찍기도 한다.
틸먼은 복음주의 기독교 가정에서 자랐다. 그리고 현재는 노래에서 공개적으로 종교를 비판한다. 틸먼은 비록 기독교가 미국에서 일반적으로 표현되는 방식에 대해서 골머리를 앓고 있지만, 자신은 여전히 문화적으로 모든 면에서 "기독교 신자"라고 언급하였다.
틸먼은 우울증과 약물 복용 문제를 겪어왔다. 우울증 및 불안감을 완화하기 위해 LSD를 매일 아주 소량 섭취한다고 2017년에 밝혔다. 또한 세 명의 치료사로부터 PTSD 진단을 받았다고 밝혔다.

## 디스코그래피

### 정규 음반
J. 틸먼
- Untitled No. 1 (2003)
- I Will Return (2004)
- Long May You Run, J. Tillman (2006)
- Minor Works (2006)
- Cancer and Delirium (2007)
- Vacilando Territory Blues(2009)
- Year in the Kingdom (2009)
- Singing Ax (2010)

파더 존 미스티
- Fear Fun (2012)
- I Love You, Honeybear (2015)
- Pure Comedy (2017)
- God's Favorite Customer (2018)

플릿 폭시스
- Helplessness Blues (2011)

색슨 쇼어
- Be a Bright Blue (2002)
- Four Months of Darkness (2003)